# FBK Games 2017
Gli FBK Games 2017 sono stati la 56ª edizione dell'annuale meeting di atletica leggera; le competizioni hanno avuto luogo al Fanny Blankers-Koen Stadion di Hengelo, il 10 e l'11 giugno 2017. Il meeting è stato la quarta tappa del circuito IAAF World Challenge 2017.

## Risultati[1]

### Uomini
| Specialità       | 1º classificato  | Prestazione | 2º classificato      | Prestazione | 3º classificato     | Prestazione |
| 200 m            | Daniel Talbot    | 20"36       | Anaso Jobodwana      | 20"62       | Adam Gemili         | 20"64       |
| 400 m            | Luka Janežič     | 45"43       | Onkabetse Nkobolo    | 45"71       | Liemarvin Bonevacia | 45"95       |
| 800 m            | Teman Tura       | 1'46"15     | Mamush Lencha        | 1'46"38     | Mohammed Aman       | 1'46"83     |
| 800 m            | Thijimen Kuipers | 1'44"99     | Wyclife Kinyamal     | 1'45"65     | Kyle Langford       | 1'45"91     |
| 1500 m           | Samuel Tefera    | 3'33"78     | Aman Wote            | 3'33"88     | Taresa Tolosa       | 3'34"47     |
| 1500 m           | Sadik Mikhou     | 3'31"34     | Yomif Kejelcha       | 3'32"94     | Ronald Musagala     | 3'33"65     |
| 10000 m          | Abadi Hadis      | 27'08"26    | Jemal Yimer Mekonnen | 27'09"08    | Yenew Alamirew      | 27'19"86    |
| 3000 m siepi     | Getnet Wale      | 8'12"28     | Tafese Seboka        | 8'13"22     | Chala Beyo          | 8'13"24     |
| 110 m ostacoli   | Antonio Alkana   | 13"47       | Aurel Manga          | 13"49       | Johnathan Cabral    | 13"52       |
| Salto in lungo   | Luvo Manyonga    | 8.62 m      | Ruswahl Samaai       | 8.34 m      | Damar Forbes        | 8.29 m      |
| Lancio del disco | Andrius Gudžius  | 8.62 m      | Fedrick Dacres       | 8.34 m      | Daniel Ståhl        | 8.29 m      |

### Donne
| Specialità             | 1º classificato        | Prestazione | 2º classificato            | Prestazione | 3º classificato        | Prestazione |
| 100 m                  | Lieke Klaver           | 11"74       | Blessing Okagbare          | 11"16       | Nargélis Statia Pieter | 11"94       |
| 100 m                  | Alexandra Burghardt    | 11"67       | Marika Popowicz-Drapała    | 11"79       | Anna Kiełbasińska      | 11"79       |
| 100 m                  | Dafne Schippers        | 11"08       | Carina Horn                | 11"35       | Ewa Swodoba            | 11"48       |
| 400 m                  | Justyna Święty-Ersetic | 51"15       | Carline Muir               | 51"65       | Lisanne de Witte       | 51"93       |
| 800 m                  | Kore Tola              | 2'00"61     | Mahlet Mulugeta            | 2'00"77     | Adanech Anbesa         | 2'01"42     |
| 1500 m                 | Sifan Hassan           | 3'56"14     | Besu Sado                  | 4'00"98     | Winny Chebet           | 4'01"32     |
| 10000 m                | Gelete Burka           | 30'40"87    | Senbere Teferi             | 30'41"68    | Belaynesh Oljira       | 30'44"57    |
| 3000 m siepi           | Sofia Assefa           | 9'07"06     | Birtukan Adamu             | 9'28"67     | Birtukan Fente         | 9'36"58     |
| 100 m ostacoli         | Pamela Dutkiewicz      | 12"86       | Kristi Castlin             | 12"92       | Nadine Visser          | 13"00       |
| Salto in alto          | Mariya Lasitskene      | 2.04 m      | Marie-Laurence Jungfleisch | 1.90 m      | Oksana Okuneva         | 1.90 m      |
| Salto con l'asta       | Sandi Morris           | 4.65 m      | Olga Mullina               | 4.65 m      | Robeilys Peinado       | 4.55 m      |
| Lancio del giavellotto | Tatsiana Khaladovich   | 63.90 m     | Christin Hussong           | 61.25 m     | Marharyta Dorozhon     | 60.63 m     |
| Staffetta 4x100 m      | Germania               | 42"25       | Paesi Bassi                | 43"02       | Polonia                | 44"24       |